# Footwork FA17
A Footwork FA17 egy Formula–1-es versenyautó, amit a Footwork Arrows csapat tervezett az 1996-os Formula–1 világbajnokságra. Pilótái Ricardo Rosset és Jos Verstappen voltak.

## Áttekintés
A szezon elején Tom Walkinshaw felvásárolta az egész csapatot az egyik alapítójától, Jackie Olivertől, akik pedig nemrégiben vásárolták vissza azt a japán tulajdonostól. Ennek megfelelően az idényt átmenetinek szánták, és nem is terveztek nagyobb változtatásokat. A motor maradt ugyanaz, a kasztnin kismértékben alakítottak.
Ez talán elhamarkodott döntésnek tűnt, ugyanis az autó, főként Verstappen kezei alatt, egész jól teljesített az idény első felében. Közben a főtervező Alan Jenkins távozott és a helyére Frank Dernie érkezett, de érdemi fejlesztések nem történtek, ezért a csapat fokozatosan csúszott vissza a mezőny hátsó traktusába. A Hart tervezte, hogy idény közben esetleg bemutat egy V10-es motort is, de erre pénzhiány miatt nem került sor. Emellett a csapat kötött egy számukra részben előnytelen megállapodást: a Formula–1-be beszállni szándékozó Bridgestone gumigyártó cég az ő autóikkal tesztelt.
A két versenyző közül egyértelműen Verstappen volt a jobb, de az ő szezonját is beárnyékolták a kiesések és a balesetek. Autója meghibásodása miatt hatalmas balesetet szenvedett el a belga nagydíjon, amit csodával határos módon úszott meg. Imolában idő előtt indult el egy boxkiállásnál, és magával húzta a tankolócsövet, mindent beterítve gyúlékony üzemanyaggal. Rosset habár újoncként viszonylag jól helytállt, lassabb volt.
Egy FA17-est az osztrák autóversenyző Fritz Glatz vásárolt meg, amivel az EuroBOSS ligában versenyzett 2002-ben. A Most-ban megtartott futamon az autót megdobta egy rázókő, ami kilőtte azt a levegőbe és csúnyán összetört, Glatz pedig életét vesztette.

## Eredmények
| Év   | Csapat        | Motor    | Gumik | Pilóták        | 1   | 2   | 3   | 4   | 5   | 6   | 7   | 8   | 9   | 10  | 11  | 12  | 13  | 14  | 15  | 16  | Pontok | Helyezés |
| ---- | ------------- | -------- | ----- | -------------- | --- | --- | --- | --- | --- | --- | --- | --- | --- | --- | --- | --- | --- | --- | --- | --- | ------ | -------- |
| 1996 | Footwork Hart | Hart 830 | G     |                | AUS | BRA | ARG | EUR | SMR | MON | ESP | CAN | FRA | GBR | GER | HUN | BEL | ITA | POR | JPN | 1      | 9.       |
| 1996 | Footwork Hart | Hart 830 | G     | Ricardo Rosset | 9   | KI  | KI  | 11  | KI  | KI  | KI  | KI  | 11  | KI  | 11  | 8   | 9   | KI  | 14  | 13  | 1      | 9.       |
| 1996 | Footwork Hart | Hart 830 | G     | Jos Verstappen | KI  | KI  | 6   | KI  | KI  | KI  | KI  | KI  | KI  | 10  | KI  | KI  | KI  | 8   | KI  | 11  | 1      | 9.       |

## Forráshivatkozások
1. ↑  A Footwork-sztori (magyar nyelven). Napi F1 sztori, 2019. szeptember 23. (Hozzáférés: 2024. november 25.)
2. ↑  admin: Unraced Projects of the 1996 season (nl-NL nyelven). UnracedF1.com, 2018. november 30. (Hozzáférés: 2024. november 25.)